# Kvæfjord
Kvæfjord é uma comuna da Noruega, com 522 km² de área e 3 072 habitantes (censo de 2004).         